# Рубенов, Генрих
Генрих Рубенов (нем. Heinrich Rubenow, около 1400 — 31 декабря 1462, Грайфсвальд) — бургомистр города Грайфсвальд, принимал участие в создании университета города.

## Жизнь
Рубенов — выходец из влиятельной грайфсвальдской семьи, которая жила в городе с XIV века. Его прадед носил титул магистра, его дед был бургомистром. Генрих Рубенов учился в школе Св. Марии в Грайфсвальде, с 1435 в университете в Ростоке и защитил диссертацию в 1447 году в университете в Эрфурте. В 1449 году он стал бургомистром Грайфсвальда.
Рубенов упорно боролся за создание померанского университета в Грайфсвальде. Как богатый бюргер он пожертвовал несколько тысяч марок для оборудования университета и подарил будущему юридическому факультету свою библиотеку. Ему удалось убедить герцога Вартислава IX Померанского о необходимости создания университета и он был официально учрежден 17 октября 1456 года в церкви Св. Николая, которая по этому случаю была возведена в чин собора.
Присутствовал епископ Хеннинг фон Ивен, который принёс грамоту папы римского Каликста III, и герцог Вартислав. Рубенов был назначен вицеканцлером, заместителем герцога в академическом конциле и первым ректором. Ему было дано право принимать на работу и увольнять преподавателей.
Из-за многочисленных интриг он был вынужден бежать из города в сентябре 1457 года. После возвращения в декабре 1457 года его противники были выгнаны из города, один из них был казнён. Вартислав дал Рубенову права, сравнимые с правами современного министра образования.
Предположительно по заказу его врагов, бургомистра Ланге и члена городского совета фон дер Остен, Рубенов был убит в новогоднюю ночь 1462/1463. Вызванная его смертью борьба за власть была закончена только с помощью герцогских войск.

## Памятник Рубенову

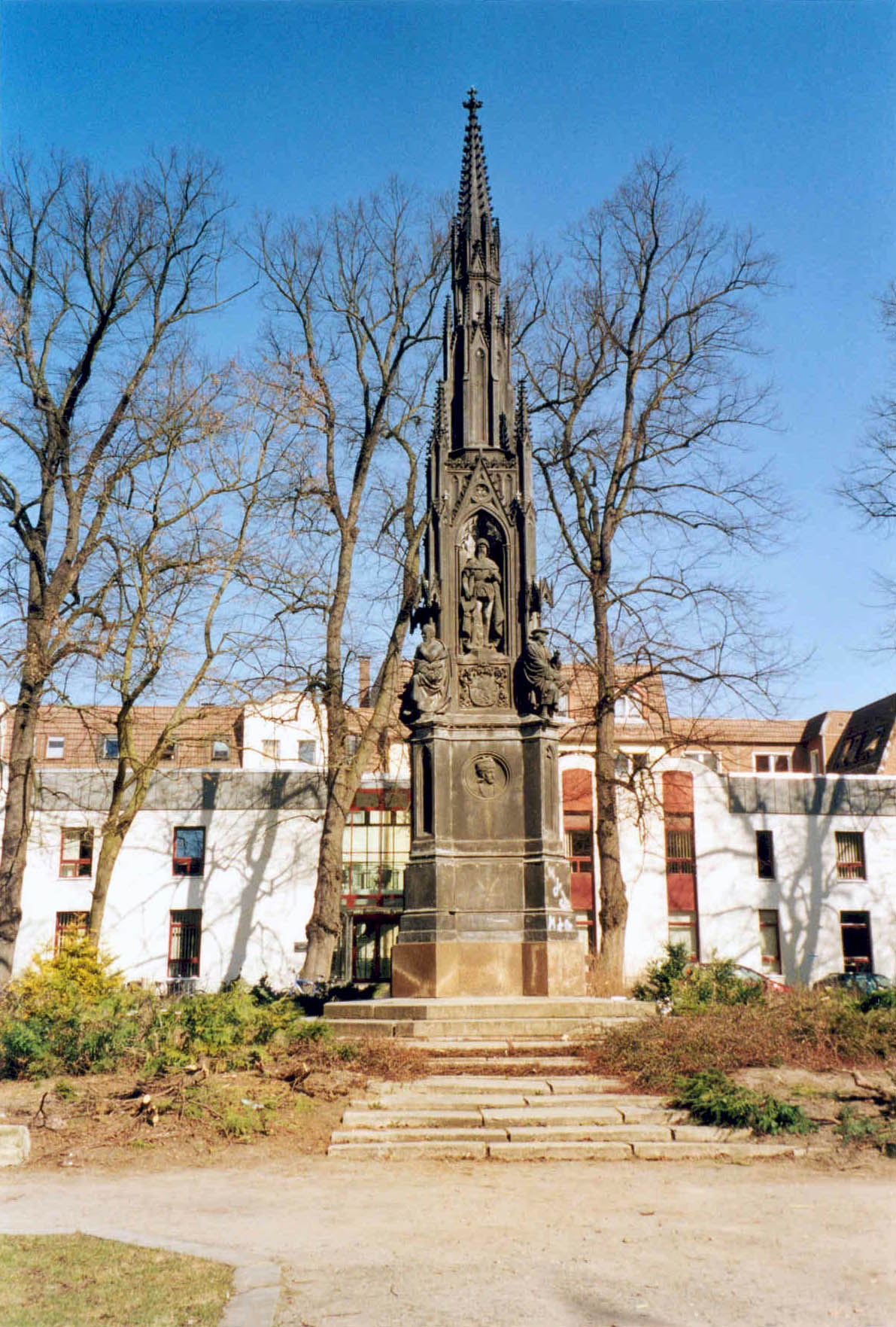
Памятник Рубенову на площади Рубенова. 2005